# 호세 무히카
호세 알베르토 무히카 코르다노(스페인어: José Alberto Mujica Cordano, 문화어: 호쎄 알베르또 무히까 꼬르다노, 1935년 5월 20일~2025년 5월 13일)는 우루과이의 전 정치인으로 2010년 3월 1일부터 2015년 3월 1일까지 우루과이의 대통령을 역임했다. 세계에서 가장 가난하고 검소한 대통령으로 불리며 우루과이 국민들에게 많은 사랑과 존경을 받았다.

## 어린 시절
무히카는 1935년 몬테비데오에서 태어났다. 그의 집안은 1840년에 우루과이로 온 바스크 이민자의 후손으로써 이민자 조상의 본적은 무히카의 비스카이나 지역이다. 1935년 5월 20일에 몬테비데오 주의 파소 데 라 아레나 구역에서 데메트리오 무히카 테라와 루시 코르다노의 아들로 태어났다.
친할아버지의 고향에서는 카우디요 아파리시오 사라비아에 대항하는 봉기를 진압하기 위해 병사들이 훈련받았다. 그의 외조부 역시 국민당 (우루과이), 특히 에레리스모의 추종자였다. 그는 여러 차례 시의원으로 봉직했으며 루이스 알베르토 데 에레라의 친구이기도 했다.
그의 외가는 이탈리아 리구리아 출신 이민자였다. 외할아버지 안토니오의 성 '코르다노'는 리구리아 지방의 제노바 주 폰타나부오나 시에서 비롯된 것으로, 외할머니 파울라의 조렐로 가족의 본향인 라팔로도 리구리아 근처였다. 무히카의 어머니는 카르멜로에서 태어났는데 이 곳에서 포도를 재배해던 그녀의 부모님은 에스트레야 시의 땅 5헥타르를 사서 포도 농장을 꾸렸다.
작은 농장의 주인이었던 그의 아버지는 무히카가 6살이던 1940년, 죽기 전에 도산했다. 그는 자신이 태어난 동네의 공립 학교에서 초중등 교육을 수료했다. 기본 과정을 마치자 무히카는 알프레도 바스케스 아세베도 학교의 예비학교에 입학했으나 과정을 마치지는 않았다.
13세부터 17세에 이를 때까지 자전거 경주를 연습하여 여러 클럽과 모든 종목에서 대표 선수로 뛰었다.

## 정치 활동
청년 시절 호세 무히카는 무정부주의에 심취해 있었다. 그는 진입주의 노선을 시도하기 위해 1970년 마르크스-레닌주의 도시 게릴라인 투파마로스에 합류했으나, 이오시프 스탈린과 체 게바라를 비난하고, 마르크스-레닌주의와 스탈린주의에 반대했기 때문에 그해에 추방되었다. 1971년 인민참여운동을 설립, 광역전선 구성에 가담하였다. 1972년 우루과이 쿠데타 이후 군사정권이 들어서면 호세 무히카는 군사정권 비밀정보국에 납치되어 14년동안 독방에서 감금되어 있었다. 인민참여운동은 광역전선의 주요 구성원이 되었다. 1994년 하원의원, 1999년 상원의원으로 선출되었다. 그 사이 엘 페페(El Pepe)라는 별칭으로 특유의 인기를 모았다.
그의 노력으로 2004년 대통령 선거에서 인민참여운동을 비롯한 중도좌파 연합인 광역전선(Frente Amplio, FA)의 지지를 받은 후보 타바레 바스케스가 큰 승리를 거두어 당선되었으며, 동시에 치러진 총선에서도 광역전선은 과반 이상의 의석을 확보했다. 2005년부터 2008년까지 바스케스 대통령 행정부의 농목축수산부 장관을 지냈다.
인기가 높은 그는 2008년 12월, 광역전선의 대통령 후보로 선출되었다. 선거에서는 그와 우익 계열의 국민당의 루이스 알베르토 라카예 전 대통령이 격돌하였다. 2009년 10월 25일 치러진 1차 투표에서 47.96%의 득표율을 기록하였으며, 11월 29일 2차 투표에서 52.6%의 득표율로 라카예 후보를 제치고 당선을 확정지었다.
2010년 3월 1일 타바레 바스케스에 이어 우루과이 46대 대통령으로 취임하였다. 2010년 6월 3일 우루과이 정부가 공개한 관보에 따르면 따르면 무히카 대통령이 공식적으로 신고한 전 재산은 폭스바겐의 1987년식 비틀 자동차 한대이다. 그는 마약, 동성결혼, 낙태 합법화 등 진보주의적인 정책을 펼쳤다. 재임 기간 동안 호세 무히카의 정치적 입장은 브라질의 루이스 이나시우 룰라 다 시우바 대통령과 비슷한 것으로 여겨졌다. 일부 정치학자들은 그를 룰라주의자라고 여겼다. 2015년 3월 1일 대통령직에서 퇴임하였으며, 우루과이 헌법의 대통령의 연임 제한 조항 때문에 대통령 선거에 출마하지 못했으며, 그 대신 타바레 바스케스 전 대통령을 지지하였다.

## 퇴임 이후
호세 무히카는 대통령 퇴임 이후로도 검소한 생활로 주목을 받았다. 그는 BBC와의 인터뷰에서 자신이 1987년형 폭스바겐 비틀을 자가용으로 가지고 있고, 평범한 집에서 텃밭을 만들어 농사를 짓고 살고 있다고 전했다. 2018년 브라질의 자이르 보우소나루가 대통령에 취임하자 그가 브라질에 심각한 장애물이 될 것이라 주장했으며, 2019년에는 그를 미국의 꼭두각시로 비유하여 강하게 비판했다. 2022년 브라질 대통령 선거에서 호세 무히카는 자이르 보우소나루를 비판하며 루이스 이나시우 룰라 다 시우바를 지지했다.

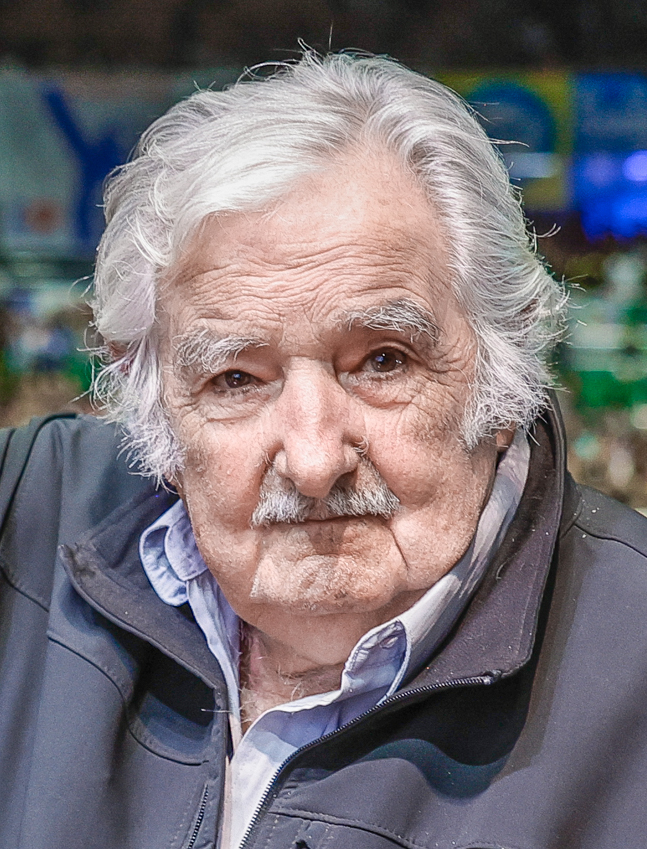
2023년 브라질 전국 학생 연합(UNE) 대회에 참석했을 당시의 무히카

## 비판

### 지나친 욕설로 인한 외교분쟁
호세 무히카는 농목축수산부 장관 재임 시절부터 욕설과 거친 언변으로 유명했다. 2014년 아르헨티나의 네스토르 키르치네르 전 대통령을 애꾸눈으로, 크리스티나 페르난데스 대통령을 성질 더러운 할망구 비유해 질타를 받았다. 2016년에는 베네수엘라의 우고 차베스 대통령과 니콜라스 마두로 대통령을 미친 염소로 비유해 다시 한번 더 파문이 일었으며, 볼리비아의 에보 모랄레스 대통령, 에콰도르의 라파엘 코레아 대통령을 비롯한 영향력 있는 라틴아메리카 국가 정상들에게 맹렬한 비판을 받았다. 이후 호세 무히카는 욕설 사태에 대해 베네수엘라에게 공식적으로 사과하며 니콜라스 마두로 대통령과 베네수엘라 사람들에게 용서를 구했다.